# جوناثان بوردن (لاعب كرة قدم)
جوناثان بوردن هو لاعب كرة قدم بلجيكي، ولد في 3 سبتمبر 1981 في شارلوروا في بلجيكا. لعب مع أولمبيك تشارلروا ونادي فيسترلو.

## وصلات خارجية
- جوناثان بوردن على موقع قاعدة بيانات كرة القدم.إي يو (الإنجليزية)